# 1936 en Belgique
Chronologie de la Belgique
- 1932
- 1933
- 1934
- 1935
- 1936
- 1937
- 1938
- 1939
- 1940

Cette page recense des événements qui se sont produits durant l'année 1936 en Belgique.

## Chronologie
- 6 mars : fin de l'accord militaire franco-belge conclu en 1920[1].
- 3 mai : première parution du Pays réel, titre de presse d'inspiration fasciste publié par Rex.
- 24 mai : élections législatives. Victoire du POB (70 sièges à la Chambre). Forte poussée des extrêmes : Rex (21 sièges à la Chambre) et Vlaams Nationaal Blok (16 sièges) à droite ; communistes (9 sièges) à gauche[2].

- 2 juin : à la suite de l'assassinat d'un propagandiste socialiste, une grève éclate dans le port d'Anvers[3].
- 11 juin : la grève entamée à Anvers s'étend au bassin liégeois[3].
- 22 et 23 juin : on dénombre plus de 500 000 participants à la grève à travers tout le pays. Les syndicats réunis en front commun réclament une hausse des salaires, des congés payés, la semaine de 40 heures et la liberté syndicale[3].

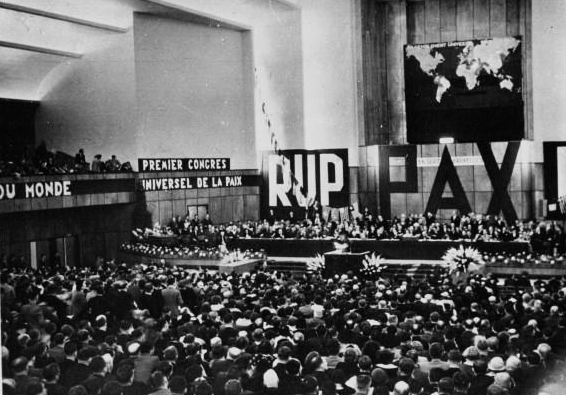
Congrès universel pour la paix, septembre 1936.

- Du 3 au 6 septembre : congrès universel pour la paix au Heysel.
- 9 octobre : accord secret conclu entre Rex et le VNV[4].
- 11 octobre : le parti catholique est scindé en deux ailes linguistiques[5].
- 16 octobre : arrestation de la veuve Becker, accusé de onze meurtres par empoisonnement.

## Culture

### Architecture

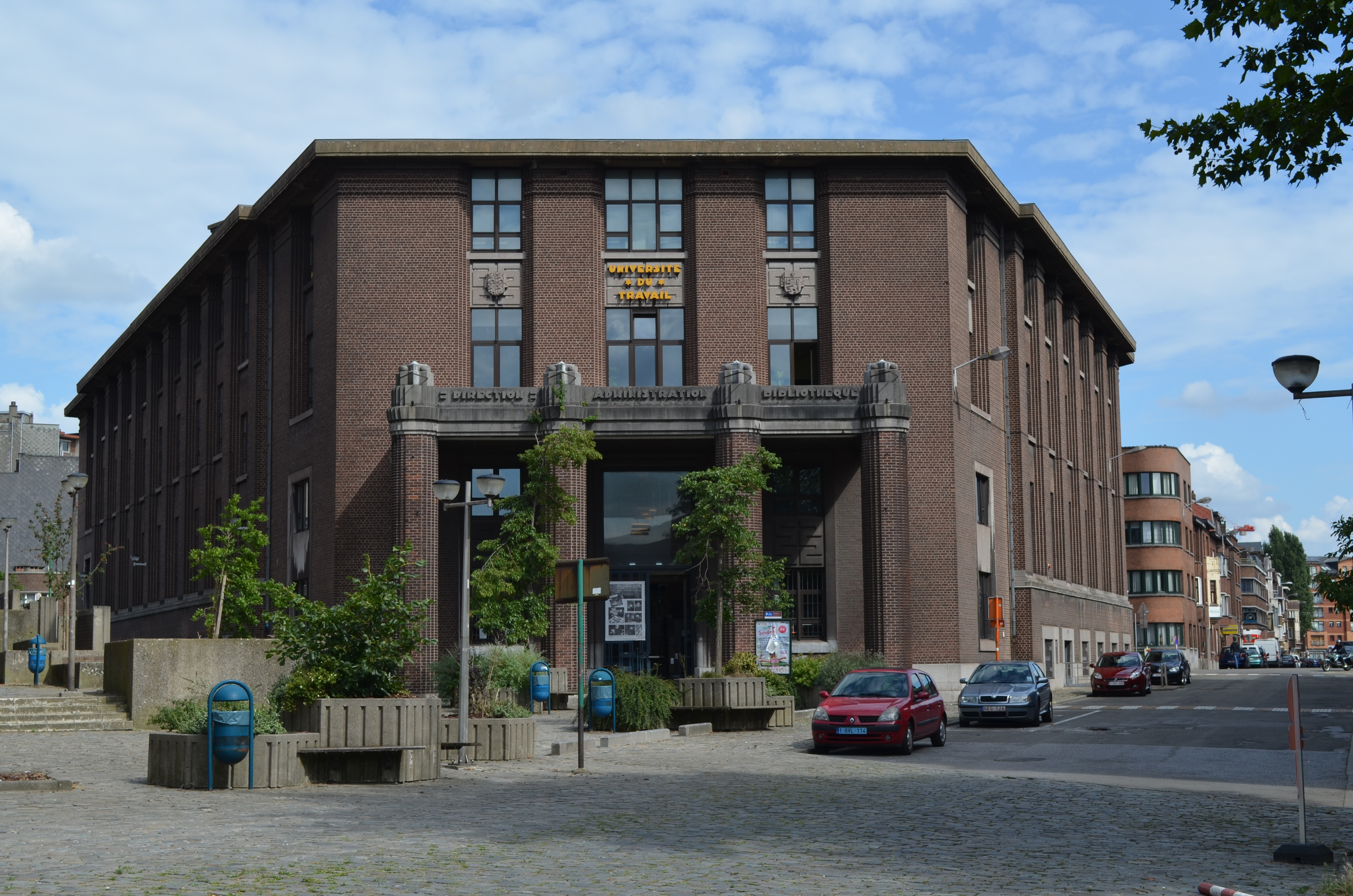
Bâtiment administratif de l'Université du Travail (UT) à Charleroi.
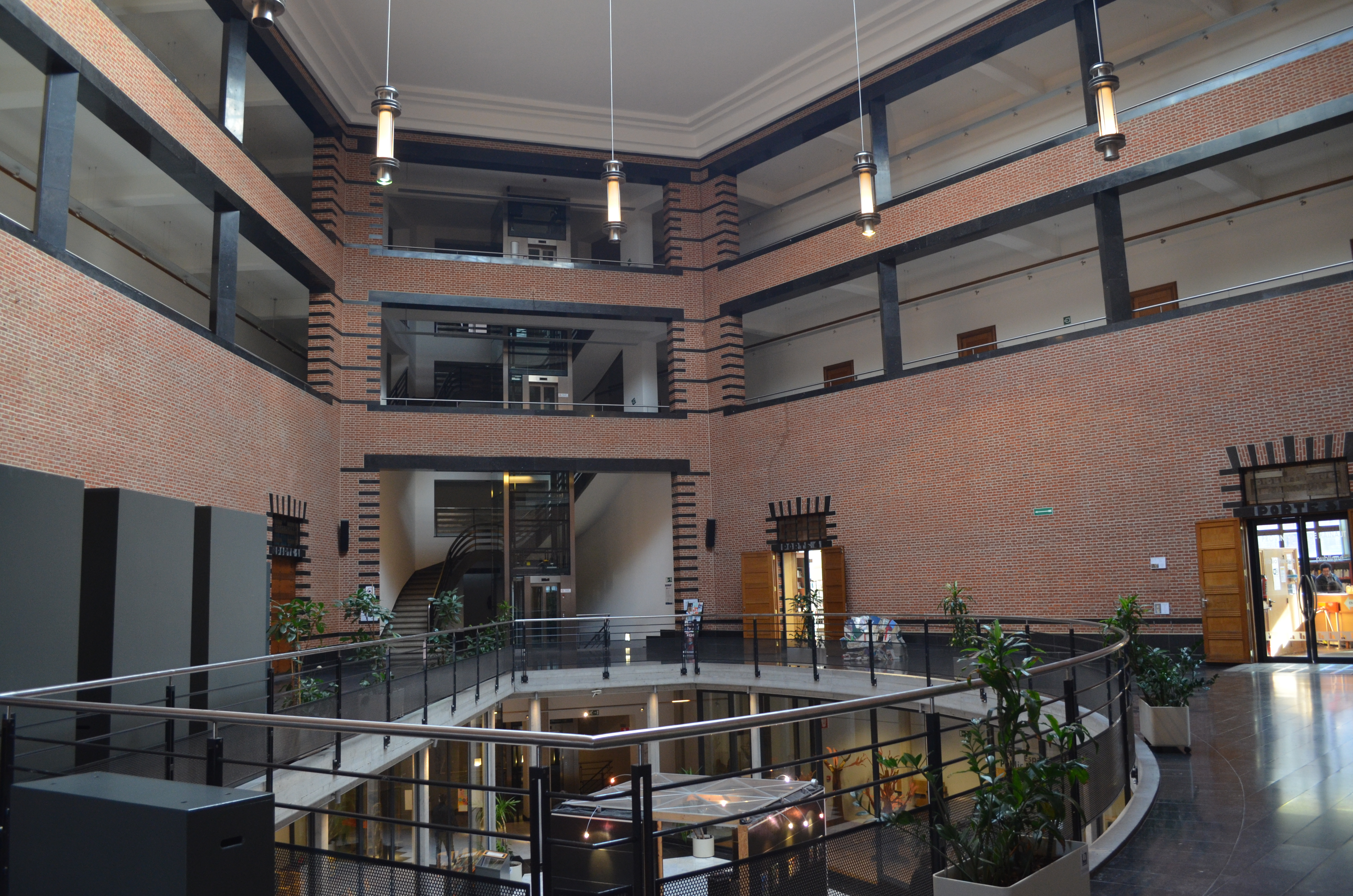
Atrium du bâtiment administratif de l'UT à Charleroi.
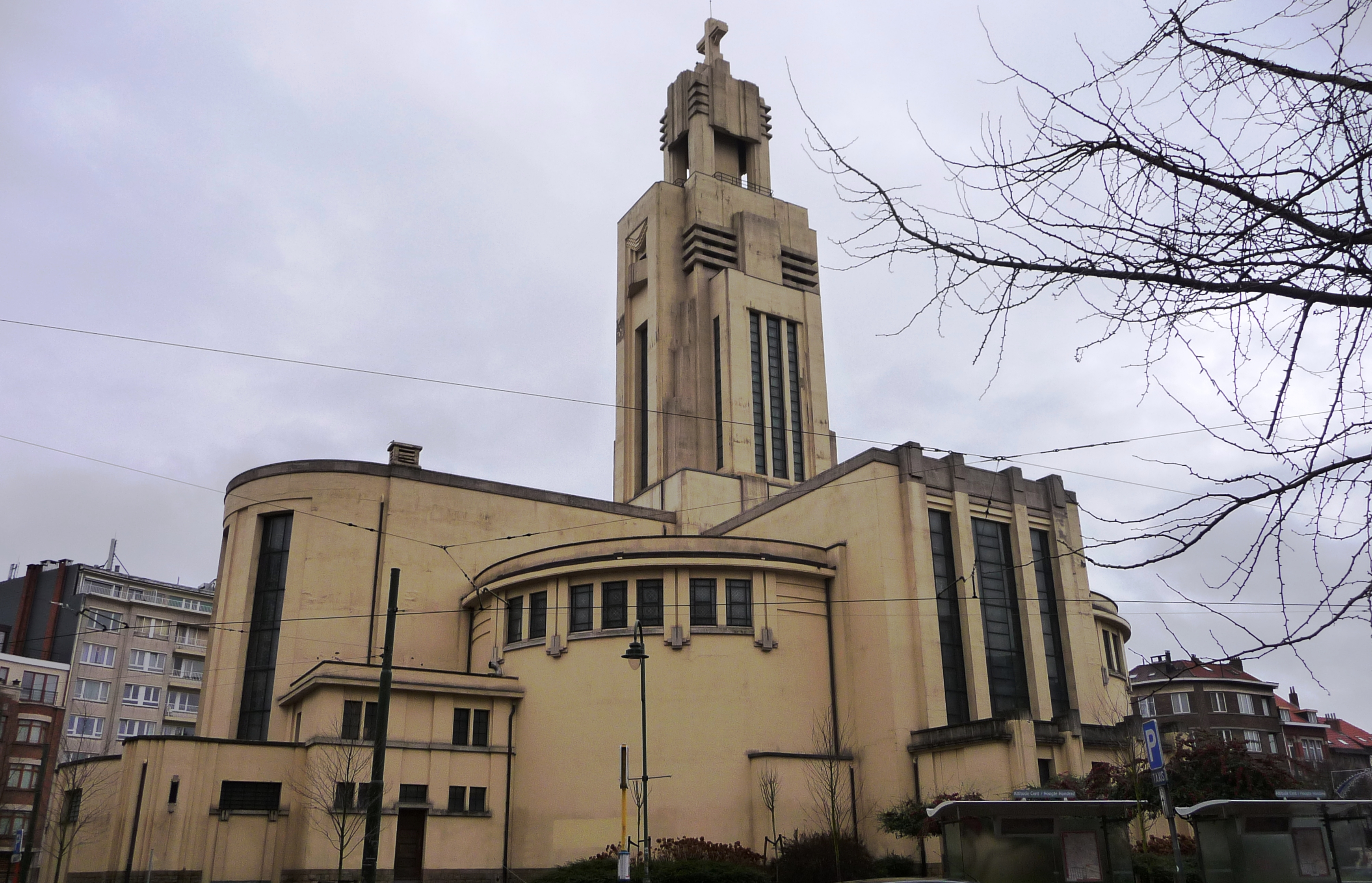
Église Saint-Augustin, bâtiment Art déco à Forest (Altitude 100).
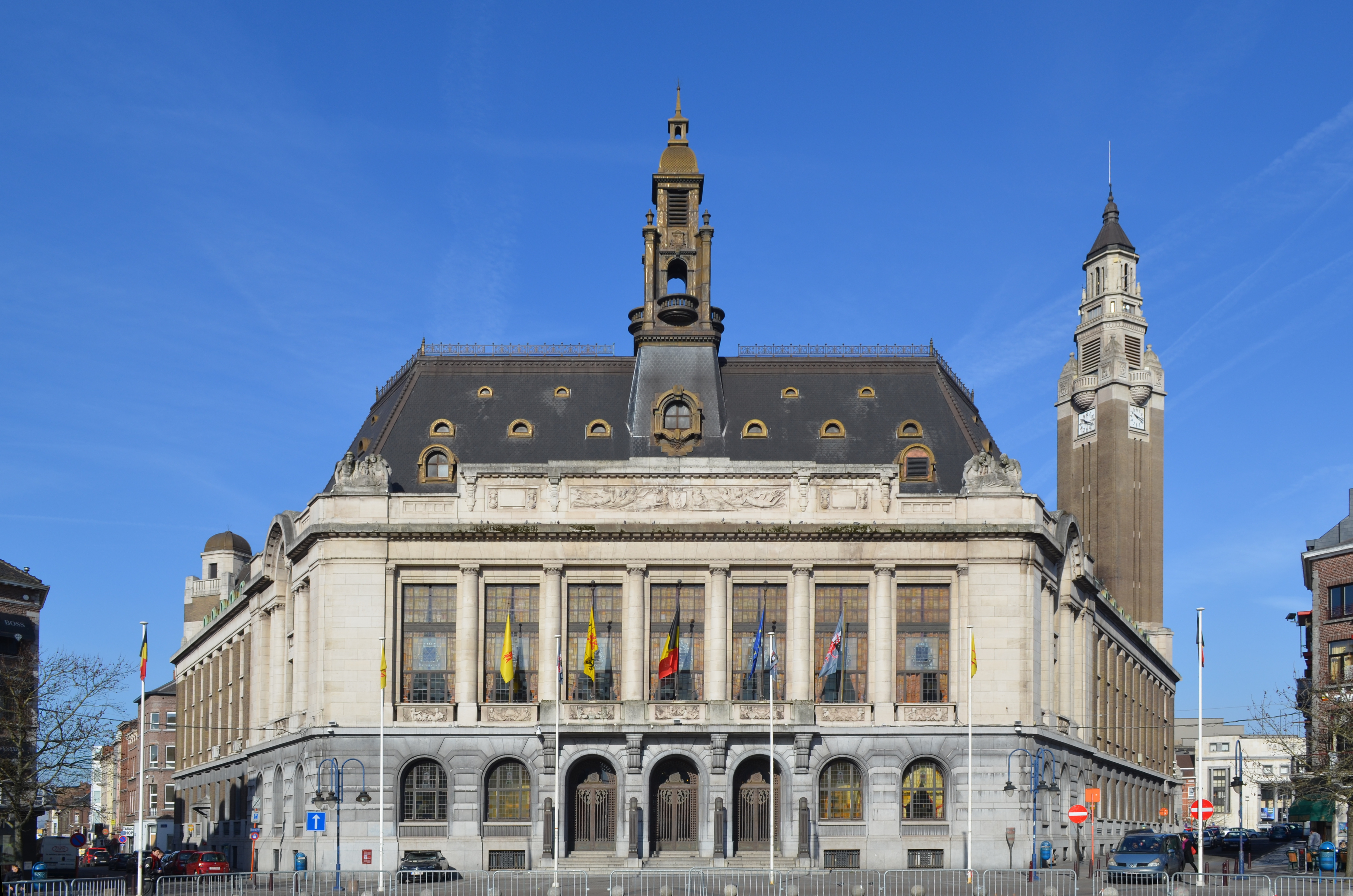
Hôtel de ville de Charleroi (style éclectique et Art déco)
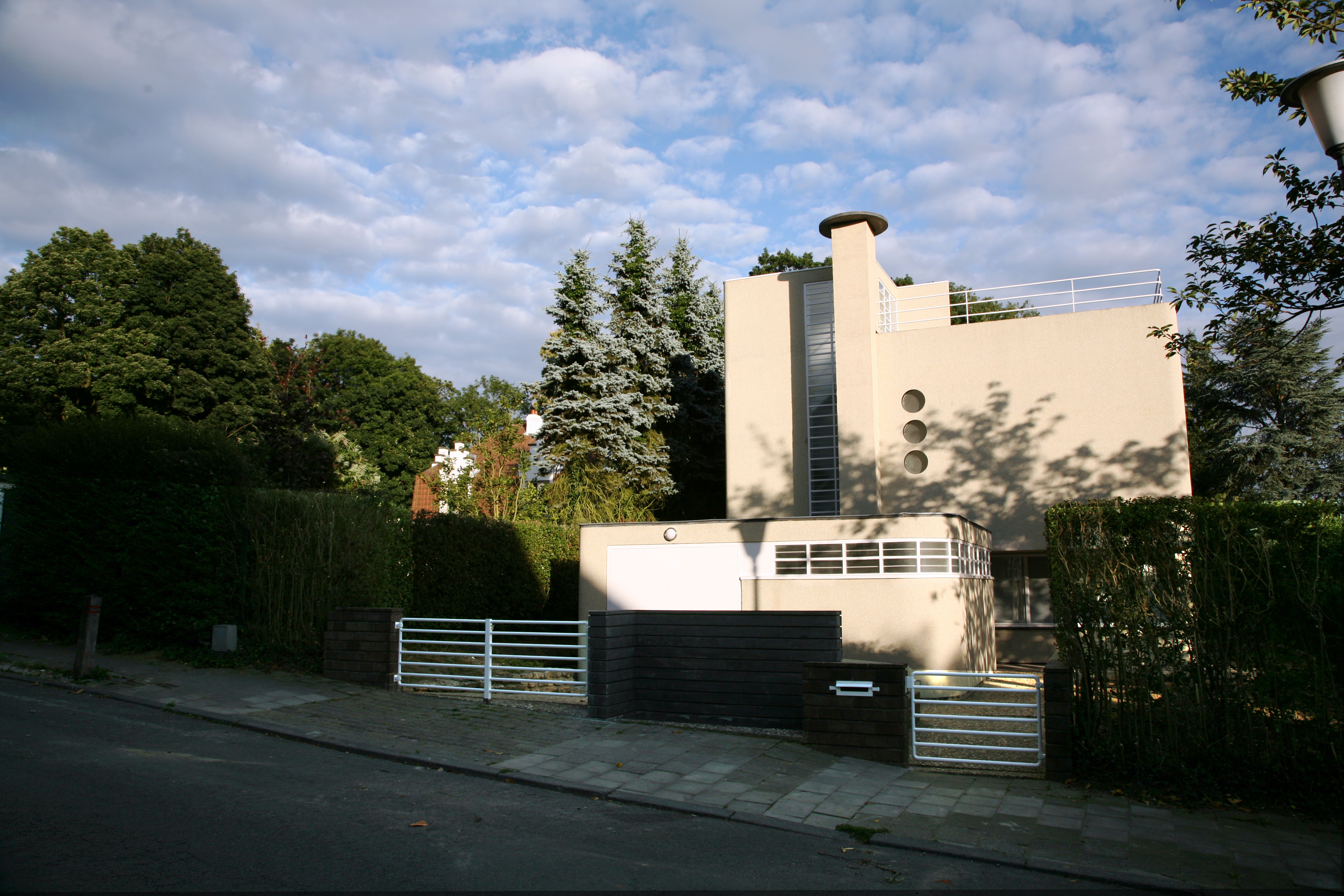
Maison Berteaux à Uccle (style paquebot, Louis-Herman De Koninck).

### Bande dessinée
- Le Lotus bleu d'Hergé.

### Cinéma
- C'était le bon temps de Gaston Schoukens.
- J'ai gagné un million d'Og Calster.
- Le Mort d'Émile-Georges De Meyst.

### Littérature
- 45° à l'ombre, Les Demoiselles de Concarneau, L'Évadé et Long Cours, romans de Georges Simenon.
- Le Cendrier de chair, recueil d'Achille Chavée[6].
- Délivrance du poème, recueil de Pierre Nothomb[7].
- Délivrez-nous du mal, biographie romancée d'Antoine le Guérisseur (Robert Vivier)[8].
- Dressé, actif, j'attends, recueil de Jean de Bosschère[9].
- Mariages, roman de Charles Plisnier[10].
- Mollenard, roman d'Oscar-Paul Gilbert[11].
- Orages sur la France, recueil de Georges Linze[12].
- Voix nues, recueil d'Henri Vandeputte[13].
- Le Voyage aux îles Galapagos, roman d'Éric de Haulleville[14].
- Voyage en Grande Garabagne, recueil d'Henri Michaux[15].

## Sciences
- Prix Francqui : Franz Cumont (archéologie, philologie classique, RUG)[16].
- Prix Jules-Janssen : Georges Lemaître.

### Linguistique
- Le Bon Usage, grammaire descriptive du français de Maurice Grevisse.

## Naissances
- 18 mars : Gilbert De Smet, coureur cycliste († 10 février 1987).
- 27 juin : Julos Beaucarne, chanteur.
- 3 octobre : Arthur Decabooter, coureur cycliste († 26 mai 2012).

## Décès
- 2 janvier : Jules Destrée, homme politique (° 21 août 1863).
- 25 février : Anna Boch, peintre (° 10 février 1848).
- 14 juin : Paul Berryer, homme politique (° 4 mai 1868).
- 11 octobre : Joseph Jacquemotte, homme politique (° 22 avril 1883).